# 浅妻章如
浅妻 章如（あさつま あきゆき、1974年 - ）は、日本の法学者。専門は租税法。立教大学法学部教授。神奈川県出身。

## 経歴
- 1993年3月 横浜翠嵐高校卒業
- 1999年3月 東京大学法学部卒業
- 2004年3月 東京大学大学院法学政治学研究科博士課程修了
- 2004年4月 立教大学法学部国際・比較法学科専任講師。
- 2006年4月 立教大学法学部国際・比較法学科助教授
- 2007年4月 立教大学法学部国際ビジネス法学科准教授
- 2013年4月 立教大学法学部国際ビジネス法学科教授
- 2020年4月 立教大学法学部法学科教授

## 著書
- 『現代租税法講座 第2巻[1]』(共著)(日本評論社、2017年)
- 『ホームラン・ボールを拾って売ったら二回課税されるのか』(共著)(中央経済社、2020年)
- 『租税法[2]』(共著)(日本評論社、2020年)